# Helle Faber
Helle Faber Søndergaard, også kendt som Helle Faber, (født 15. november 1966 i Herning) er en dansk filmproducer og indehaver af produktionsselskabet made in copenhagen.

## Karriere
Helle Faber er uddannet journalist på Danmarks Journalisthøjskole i 1991 og arbejdede efterfølgende på Danmarks Radio frem til 2003. Fra 1991-1996 arbejdede hun på ungdomsprogrammet P4 i P1 og efterfølgende på blandt andet DR Nyheder, før hun begyndte at producere dokumentarprogrammer.
I 2003 blev hun ansat som producent på Bastard Film og var på et tidspunkt også medejer af selskabet, inden det blev opkøbt af Monday Media Aps i 2009. Det var hos Bastard Film, at hendes karriere inden for filmproduktion blev grundlagt. I 2010 forlod hun Monday og etablerede sit eget produktionsselskab den 1. oktober 2010, hvor hun fungerer som producer og kreativ direktør.
Som producer står hun bag mere end 30 dokumentarfilm, hvoraf flere har høstet dansk og international anerkendelse på blandt andet Sundance Film Festival, IDFA, DOC NYC, Robert og Bodil.

## Filmografi
- 2017 - En fremmed flytter ind - instuktør: Nicole N. Horanyi, drama-dokumentar
- 2017 - Mon de kommer om natten/The Wait - instruktør: Emil Langballe, dokumentarfilm
- 2016 - Dem vi var - instruktør: Sine Skibsholt, dokumentarfilm.
- 2015 - Motley's Law - instruktør: Nicole N. Horanyi, dokumentarfilm, vinder af Grand Jury Prize Award ved NYC DOC 2015 og AWFJ - Alliance of Women Film Journalists' EDA Award for bedste dokumentarfilm instrueret af en kvinde ved IDFA 2015.
- 2015 - Josefines bondegård - instruktør: Emil Langballe, dokumentarserie.
- 2014 - Krigerne fra Nord/Warriors from the North - instruktører: Søren Steen Jespersen og Nasib Farah, dokumentarfilm, vinder af Best Mid-Lenght Documentary på Hot Docs 2015 og Students Award på One World IFF 2015.
- 2014 - Et civiliseret land - instruktør: Nanna Frank Møller, dokumentarfilm.
- 2013 - Født til at kæmpe/Light Fly, Fly High - instruktør: Beathe Hofseth og Susann Østigaard
- 2012 - Lyssky chokolade - instruktør: Miki Mistrati
- 2012 - Putins kys/Putin's Kiss - instruktør: Lise Birk Pedersen
- 2009 - Næsten voksen - flere instruktør, dokumentarserie i syv afsnit
- 2007 - Verden i Danmark - instruktør: Max Kestner, dokumentarfilm

## Priser og nomineringer
- 2017: Robert for årets lange dokumentarfilm for Dem vi var
- 2017: Billedbladets TVGuld for Dem vi var
- 2017: Bedste dokumentar TVFestival for Dem vi var
- 2015: Bedste middellange dokumentarfilm, Hotdocs for Warriors from the North
- 2015: Student Award, One World FF for Warriors from the North
- 2014: Student Award, One World FF for Putin's Kiss
- 2013: Bodil for Putin's Kiss i kategorien Bedste dokumentarfilm
- 2013: Students Jury Prize One World FF for Putin's Kiss
- 2012: Bedste dokumentarfilm, Copenhagen TV Festival for Putin's Kiss
- 2012: World Cinema Cinematographer Award ved Sundance FF for Putin's Kiss
- 2012: Special Mentioning Nordic Panorama for Putin’s Kiss
- 2009: Bedste dokumentarfilm, Copenhagen TV Festival for Little Miss Grown Up
- 2009: Robert for årets korte dokumentarfilm for afsnittet "Lille voksen" fra serien Næsten voksen
- 2008: Cinema for Peace, Berlin for Enemies of Happiness
- 2008: Robert for årets korte dokumentarfilm for Verden i Danmark
- 2008: Valgt til Input Johannesburg, 12 Drawings
- 2007: World Cinema Prize, Sundance, USA for Enemies of Happiness, derudover 8 internationale priser
- 2006: Silver Wolf, IDFA, Amsterdam, for Enemies of Happiness
- 2004: Valgt til Input Barcelona Honour Killings'
- 2001: Årets program for The Mission on Nørrebro